# Kuvait a 2011-es úszó-világbajnokságon
Kuvait a 2011-es úszó-világbajnokságon négy sportolóval vett részt. Mivel a kuvaiti szövetség fel volt függesztve, ezért a sportolók a FINA zászlaja alatt voltak nevezve Athletes from Kuwait néven.

## Műugrás
Férfi
| Versenyző      | Esemény                 | Selejtező | Selejtező | Elődöntő          | Elődöntő          | Döntő             | Döntő             |
| Versenyző      | Esemény                 | Pont      | Helyezés  | Pont              | Helyezés          | Pont              | Helyezés          |
| -------------- | ----------------------- | --------- | --------- | ----------------- | ----------------- | ----------------- | ----------------- |
| Hamad Saleh    | Férfi 1 méteres műugrás | 282.55    | 32        |                   |                   | Nem jutott tovább | Nem jutott tovább |
| Rashid Alharbi | Férfi 3 méteres műugrás | 250.35    | 51        | Nem jutott tovább | Nem jutott tovább | Nem jutott tovább | Nem jutott tovább |

## Úszás
Férfi
| Versenyző           | Esemény                      | Selejtező | Selejtező | Elődöntő          | Elődöntő          | Döntő             | Döntő             |
| Versenyző           | Esemény                      | Idő       | Helyezés  | Idő               | Helyezés          | Idő               | Helyezés          |
| ------------------- | ---------------------------- | --------- | --------- | ----------------- | ----------------- | ----------------- | ----------------- |
| Mohamed Madouh      | Férfi 100 méteres gyorsúszás | 53.07     | 62        | Nem jutott tovább | Nem jutott tovább | Nem jutott tovább | Nem jutott tovább |
| Mohamed Madouh      | Férfi 200 méteres gyorsúszás | 1:57.64   | 53        | Nem jutott tovább | Nem jutott tovább | Nem jutott tovább | Nem jutott tovább |
| Abdullah Al-Tuwaini | Férfi 100 méteres hátúszás   | 56.94     | 41        | Nem jutott tovább | Nem jutott tovább | Nem jutott tovább | Nem jutott tovább |
| Abdullah Al-Tuwaini | Férfi 200 méteres hátúszás   | 2:07.63   | 29        | Nem jutott tovább | Nem jutott tovább | Nem jutott tovább | Nem jutott tovább |